# Max Johnson
Max Johnson (New York, 13 juni 1990) is een Amerikaanse jazzbassist.

## Biografie
Johnson begon op 13-jarige leeftijd een elektrische bas te bespelen en kreeg les aan de School of Rock. Tijdens zijn middelbareschooltijd toerde hij met rockmuzikanten als John Wetton, Jon Anderson en de Butthole Surfers. Hij trad ook op met Vernon Reid, Andrew W.K. en Ronnie Spector. Vervolgens studeerde hij bij Henry Grimes, die hij in 2009 ontmoette op het Vision Festival, en bij Cameron Brown, Mark Helias en Reggie Workman op de New Yorkse The New School. Sinds eind 2000 werkt hij in zowel modern creatief als bluegrass met onder anderen Thomas Heberer, Kirk Knuffke, Ziv Ravitz, Tyshawn Sorey, Jeff Davis, Ross Martin, Mark Whitecage en Steve Swell. Hij heeft ook zijn eigen trio's en een kwartet geleid en speelt met onder anderen Mike Pride en Kris Davis. In 2018 speelde hij in een trio met Russ Johnson en Tim Daisy.

## Discografie
- 2012: Max Johnson Quartet (Not Two Records), met Mark Whitecage, Tyshawn Sorey, Steve Swell
- 2012: Max Johnson Trio: Elevated Vegetation (FMR Records), met Kirk Knuffke, Ziv Ravitz
- 2014: The Invisible Trio (Fresh Sound Records), met Kirk Knuffke, Ziv Ravitz
- 2014: The Prisoner (NoBusiness Records), met Ingrid Laubrock, Mat Maneri & Tomas Fujiwara
- 2014: Big Eyed Rabbit (Not Two Records), met Ross Martin en Jeff Davis
- 2016: Thomas Borgmann Trio One for Cisco (NoBusiness Records), met Willi Kellers
- 2017: Simon Nabatov, Max Johnson, Michael Sarin Free Reservoir (Leo Records)
- 2017: In the West

- Biblioteca Nacional de España: XX5636203
- Gemeinsame Normdatei: 1131516737
- International Standard Name Identifier: 0000 0004 0974 1454
- MusicBrainz: 94fc0792-a2b7-47a0-9a81-191d95e84a5c
- Système universitaire de documentation: 254911374
- Virtual International Authority File: 303830123